# Furstendömet Bulgarien
Furstendömet Bulgarien (bulgariska: Княжество България, Knjazjestvo Bălgarija) var en vasallstat till Osmanska riket från Berlinkongressen 1878. Freden i San Stefano mellan Ryssland och Osmanska riket den 3 mars samma år föreslog ursprungligen ett större bulgariskt territorium: dess landområden bestod av nästan alla etniska bulgarer på Balkanhalvön, och de sträckte sig till att omfatta kusterna vid både Svarta havet och Egeiska havet. Det ville inte de andra stormakterna vara med på, och resultatet blev ett mindre furstendöme. Berlinkongressen gjorde även Östrumelien till en autonom provins inom det Osmanska riket jämte Bulgarien. 1885 hade Bulgarien tagit kontroll över området.
Bulgariens de facto-kontroll och furstendömet gjorde det till efterföljare till andra bulgariska kungariket. Den 22 september 1908 förklarade sig Bulgarien självständigt, och furstendömet upphöjdes till Kungariket Bulgarien. Den bulgariska staten efter befrielsen kallas ofta den Tredje bulgariska staten.

## Bakgrund
Bulgarien förlorade sin självständighet 1396 efter det andra bulgariska kungarikets fall till det Osmanska riket, då osmanerna anföll Balkanhalvön, och de bulgarisk–osmanska krigen. Den bulgariska eliten och dess institutioner förstördes, och Bulgarien miste sin självständighet i nästan tre sekler. Början på den bulgariska nationella pånyttfödelsen var första steget för det bulgariska folket när det gällde att återställa sitt land. Flera revolutionära rörelser och uppror mot osmanska riket under 1800-talet kulminerade i aprilupproret 1876 som ledde till rysk-turkiska kriget (1877–1878) och återupprättandet av den bulgariska staten 1878.

## Berlinkongressen
Freden i San Stefano den 3 mars 1878 föreslog en bulgarisk stat, som bestod av de geografiska regionerna Moesia, Thrakien och Makedonien. Detta datum firar bulgarerna som Bulgariens nationaldag varje år.
De andra stormakterna fruktade en stor rysk vasallstat på Balkanhalvön, och ville inte skriva på avtalet. I stället reviderade Berlinkongressen 1878, under övervakning av Otto von Bismarck från Tyskland och Benjamin Disraeli från Storbritannien, det tidigare fördraget, och reducerade den föreslagna bulgariska staten. 
Det självstyrande Furstendömet Bulgarien skapades, mellan floden Donau och bergskedjan Stara Planina, med säte i den gamla bulgariska huvudstaden Veliko Tărnovo, och Sofia. Staten var under nominell osmansk suveränitet, men styrdes av en furste vald av en kongress bland den bulgariska eliten, och godkändes av stormakterna. De menade att fursten inte kunde bli rysk, men genom en kompromiss blev Alexander av Battenberg, brorson till tsar Alexander II av Ryssland, furste. En autonom osmansk provins vid namn Östrumelien skapades söder om bergskedjan Stara Planina, medan Makedonien kom under den osmanske sultanens suveränitet.

## Föreningen med Östrumelien
Bulgarien antog en avancerad demokratisk konstitution, och makten kom snart hos det liberala partiet som leddes av Stefan Stambolov. Furst Alexander hade konservativa åsikter, och motsatte sig först Stefan Stambolovs politik, men runt 1885 hade han ändrat sig, och stödde liberalerna. Han stödde också Bulgariens enande med Östrumelien, som följd av en kupp i Plovdiv i september 1885. Stormakterna ingrep inte på grund av maktkampen mellan dem. Strax efter förklarade Serbien krig mot Bulgarien för att kunna tillskansa sig territorium medan bulgarerna var distraherade. Bulgarerna besegrade dem i slaget vid Slivnitsa, och skickade tillbaka den serbiska armén till Serbien.

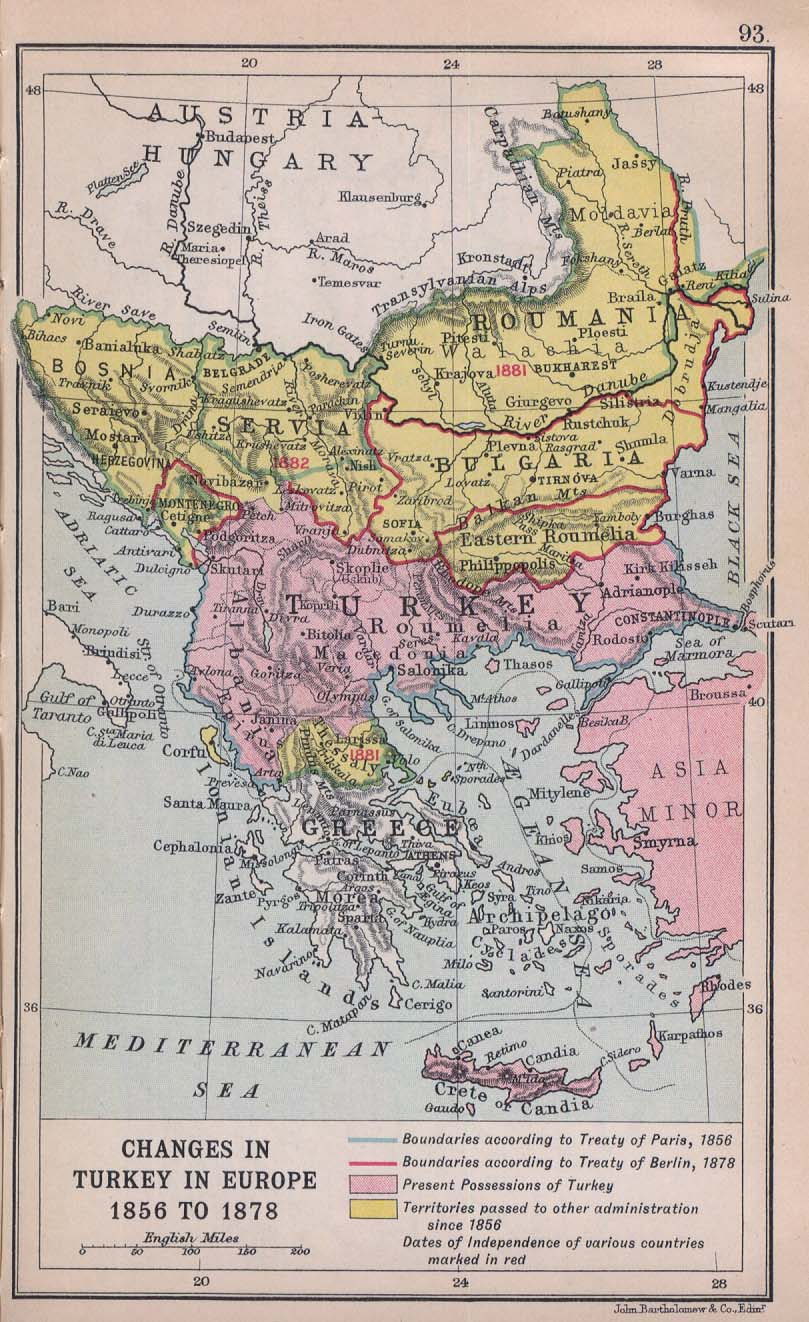
Europeiska Turkiet, förändringar 1856-1878, från Literary and Historical Atlas of Europe, av J.G. Bartholomew, 1912.

Detta gjorde Alexander populär i Bulgarien, men Ryssland alltmer missnöjt över de liberala tendenserna under hans regeringstid. I augusti 1886 genomfördes en kupp, där Alexander tvingades avgå och gå i exil i Ryssland. Stefan Stambolov agerade snabbt och kuppmakarna tvingades fly landet. Stefan Stambolov försökte få tillbaka Alexander, men stort ryskt motstånd tvingade fursten att avgå igen. I juli 1887 valde bulgarerna Ferdinand av Sachsen-Coburg-Gotha som ny furste. Ferdinand var den första "österrikiske kandidaten" och ryssarna vägrade erkänna honom. Ferdinand hade tidigare arbetat med Stambolov, men runt 1894 försämrades deras vänskap. Stambolov avgick och avrättades i juli 1895. Ferdinand återupptog sedan relationerna med Ryssland, vilket innebar återgången till en mer konservativ politik.

## Upphöjande till kungarike och självständighet
Fortfarande levde många etniska bulgarer under osmanskt styre, främst i Makedonien. Det blev inte bättre av att Serbien och Grekland också gjorde anspråk på delar av Makedonien medan Serbien, en slavisk stat, också räknade makedonska slaver som etniska serber. Nu började en femkamp om kontroll över dessa områden, som varade till första världskriget. 1903 gjordes ett bulgariskt uppror i Osmanska Makedonien, och krig såg ut att nalkas. 1908 använde sig Ferdinand av kampen mellan stormakterna för att förklara Bulgarien som ett fullt självständigt kungarike, med sig själv som tsar, vilket han gjorde den 5 oktober (vilket firas den 22 september, eftersom Bulgarien använde den julianska kalendern fram till 1916) i De fyrtio martyrernas kyrka i Veliko Tărnovo.